# Aivar Kuusmaa
Aivar Kuusmaa (Tallinn, 12 giugno 1967) è un ex cestista e allenatore di pallacanestro estone, fino al 1991 sovietico.

## Carriera
Con l'Estonia ha disputato i Campionati europei del 1993.

## Palmarès

### Giocatore
- 2 volte campione WBL (1989, 1990)
- Coppa di Grecia: 1

Panathinaikos:	1995-96

### Allenatore
- Campionato estone: 2

Kalev/Cramo: 2010-11, 2011-12